# La heredera (película)
La heredera (The Heiress) es una película estadounidense de 1949 dirigida por William Wyler. El guion es obra de Ruth y Augustus Goetz, que ya habían hecho la adaptación teatral de la novela corta de Henry James Washington Square, ambientada en la Nueva York de 1850 y basada en un hecho real que había oído en Londres el escritor.  
La película, candidata a varios premios Óscar, obtuvo cuatro de ellos: a la mejor actriz (Olivia de Havilland), a la mejor dirección artística, al mejor vestuario y a la mejor música; las otras candidaturas fueron a la mejor película, al mejor director, al mejor actor secundario (Ralph Richardson) y a la mejor dirección artística en blanco y negro.

## Sinopsis
En el Nueva York de mediados del siglo XIX, una joven heredera poco agraciada físicamente llamada Catherine Sloper es pretendida por un apuesto joven que solo busca su dinero. Aunque su amor por el joven es ciego, su autoritario padre la obligará a abrir los ojos a la cruda realidad al amenazarla con desheredarla.

## Trama
En la ciudad de Nueva York de 1850, Catherine Sloper ( Olivia de Havilland ) es una mujer sencilla y dolorosamente tímida cuyo padre exigente y emocionalmente distante, el médico Austin Sloper ( Ralph Richardson ), no oculta su decepción con ella. Catherine, como su padre le recuerda dolorosamente, tiene un talento limitado y no puede "sostener una vela" a su madre fallecida. Sloper está terriblemente amargado por perder a su encantadora y hermosa esposa, a quien siente que el destino reemplazó por una hija sencilla y poco atractiva. Sin embargo, Catherine está dedicada a su padre y es demasiado inocente para comprender completamente su maltrato o sus razones. A Catherine le gustan las actividades tranquilas, como cuidar a su padre y el bordado, y rara vez se aventura en sociedad.
La sociable tía de Catherine, Lavinia Penniman ( Miriam Hopkins ), se muda a la casa después de enviudar e intenta incitar a Catherine para que sea más sociable y encuentre un marido. Cuando conoce al apuesto Morris Townsend ( Montgomery Clift ) en un baile, Catherine se queda cautivada por la atención que él le prodiga, una atención que nunca antes había recibido y que deseaba desesperadamente. Al principio sin comprender y reacia a aceptar sus avances, ella florece bajo sus afectos. Catherine se enamora perdidamente de Morris y planean casarse.
Catherine es mayor de edad, recibe $ 10,000 al año de la herencia de su madre, y se espera que reciba $ 20,000 adicionales por año además de esto después del fallecimiento de su padre. El Dr. Sloper cree que Morris, que es mucho más atractivo y encantador que Catherine, pero pobre y con pocas perspectivas después de desperdiciar su propia herencia, es un holgazán que corteja a Catherine solo para obtener sus considerables ingresos. La tía Lavinia favorece el matrimonio de todos modos, ya que es lo suficientemente romántica y pragmática como para ver esto como la oportunidad de Catherine de tener una vida matrimonial feliz. A Morris le gusta de verdad la honestidad y la bondad de Catherine, a pesar de sus motivaciones en gran parte monetarias, y la trata con respeto, a diferencia de su padre.
Una discusión franca con la hermana de Morris confirma la opinión del Dr. Sloper sobre Morris como un buscador de oro. El médico le dice a la joven pareja que cree que Morris está intentando engañar a la simple e ingenua Catherine. El médico lleva a su hija a Europa por un tiempo prolongado para separarlos. Aun así, no puede olvidar a su prometido, especialmente porque él frecuenta la casa para visitar a la tía Lavinia en su ausencia, quien les permite a los dos mantenerse en contacto. Cuando regresan a Nueva York, el Dr. Sloper amenaza con desheredar a su hija si se casa con Morris, y tienen una amarga discusión en la que el médico deja muy claro su desdén y aversión por ella. Finalmente se da cuenta de lo mal que realmente la ve.
Catherine y Morris hacen planes para fugarse con la ayuda de la tía Lavinia. Catherine le dice a Morris que, incluso si su padre no la deshereda, no quiere volver a verlo nunca más y rechazaría su dinero. De acuerdo con su plan, Catherine hace las maletas con entusiasmo y espera a que Morris venga y se la lleve a la felicidad. Está impaciente por cortar todo contacto con su padre y desesperada por demostrar que él y la tía Lavinia están equivocados: alguien la ama, no su dinero, y no ha sido estúpida al pensar eso. Su confianza se ve afectada cuando Lavinia le dice a Catherine que no debería haberle dicho a Morris que estaba rechazando su herencia. Catherine espera toda la noche, pero él nunca llega. Ella arrastra su equipaje al piso de arriba y guarda sus pertenencias.
Catherine tiene el corazón roto y se enfría, ahora dolorosamente consciente de la opinión de su padre sobre ella, pero atrapada cuidándolo de todos modos. Poco después, el Dr. Sloper revela que se está muriendo. Él le dice a Catherine que está orgulloso de haber resistido a Morris, pero Catherine le dice vengativamente a su padre que todavía ama a Morris y lo desafía a cambiar su testamento si tiene miedo de que desperdicien su dinero después de su muerte. Él no altera el testamento y muere, inquieto, dejándole todo su patrimonio. Catherine se niega a verlo en su lecho de muerte.
Unos años después, Catherine recibe la visita de su prima y es una persona diferente; vistiendo ropa a la moda, fácil en sus modales y bastante guapo, ahora que su rostro ya no es una máscara de tensión y tristeza. Morris regresa de California, más pobre, sin haber hecho nada por sí mismo y con aún menos perspectivas para sus esfuerzos. La tía Lavinia se encarga de que Morris visite a Catherine. Encuentra a Catherine rica y soltera y se siente más atraído por ella que antes. Afirma que solo la dejó atrás porque no podía soportar verla desheredada por su padre y se apresura a proclamar su amor por ella y su deseo por sus afectos. La tía Lavinia está emocionada por su sobrina, pensando que esta es la última oportunidad de Catherine. Catherine enciende las esperanzas de Morris cuando le pide que recree su plan anterior para fugarse. Le regala a Morris botones de rubí que le había comprado en París. Morris promete ansiosamente volver por ella esa noche, y ella le dice que comenzará a hacer las maletas. Mientras sube las escaleras, Morris inspecciona con avidez la casa que cree que será su nuevo hogar.
Después de que Morris se va, Catherine le informa a su tía que no cree en sus renovadas protestas de amor y que no tiene intención de ofrecerle su amor. Su tía le pregunta si puede ser tan cruel, y Catherine responde fríamente: "Sí, puedo ser muy cruel. Me han enseñado maestros". Cuando Morris llega más tarde esa noche con el carruaje prometido y toca el timbre, Catherine ordena tranquilamente a la criada que cierre la puerta, dejando a Morris afuera con llave, gritando su nombre y golpeando repetidamente la puerta cerrada. La película se desvanece con Catherine subiendo silenciosamente las escaleras con una leve sonrisa de triunfo mientras los gritos desesperados de Morris resuenan sin respuesta en la oscuridad.

## Reparto
- Olivia de Havilland ... Catherine Sloper
- Montgomery Clift ... Morris Townsend
- Ralph Richardson ... Dr. Austin Sloper
- Miriam Hopkins ... Lavinia Penniman
- Vanessa Brown ... Maria (pronounciado Mariah)
- Betty Linley ... Sra. Montgomery
- Ray Collins ... Jefferson Almond
- Mona Freeman ... Marian Almond
- Selena Royle ... Elizabeth Almond
- Paul Lees ... Arthur Townsend
- Harry Antrim ... Sr. Abeel
- Russ Conway ... Quintus
- David Thursby ... Geier

## Premios

### Premios Óscar
| Año  | Categoría                                  | Persona                             | Resultado |
| ---- | ------------------------------------------ | ----------------------------------- | --------- |
| 1949 | Mejor actriz                               | Olivia de Havilland                 | Ganadora  |
| 1949 | Mejor actor de reparto                     | Ralph Richardson                    | Candidato |
| 1949 | Mejor dirección artística                  | John Meehan Harry Horner Emile Kuri | Ganadores |
| 1949 | Mejor diseño de vestuario - Blanco y negro | Edith Head Gile Steele              | Ganadores |
| 1949 | Mejor banda sonora                         | Aaron Copland                       | Ganador   |